# アイン・ドバイ
アイン・ドバイ (عين دبي, Ain Dubai 「ドバイの目」) はアラブ首長国連邦ドバイにある世界最大の観覧車。高さは250m。1周40分。

## 解説
人工島ブルーウォーターズアイランドにあり、当初はドバイ・アイと呼ばれていた。2013年に計画が始まり、現代建設施工のもと2015年5月に着工。しかし新型コロナウイルスの世界的流行の影響で2年以上遅延し、ドバイ国際博覧会開幕後の2021年10月21日に開業した。
最大40名収容のエアコン完備のキャビンが48個あり、ドバイマリーナ、ブルジュ・アル・アラブ、ブルジュ・ハリファなどを一望できる。
それまで世界一だったラスベガスのハイ・ローラー（高さ167.6m）を80m以上も上回る世界最大の観覧車だったが、メンテナンスのため2022年3月以降無期限で営業を停止している。その後2024年12月26日に再開

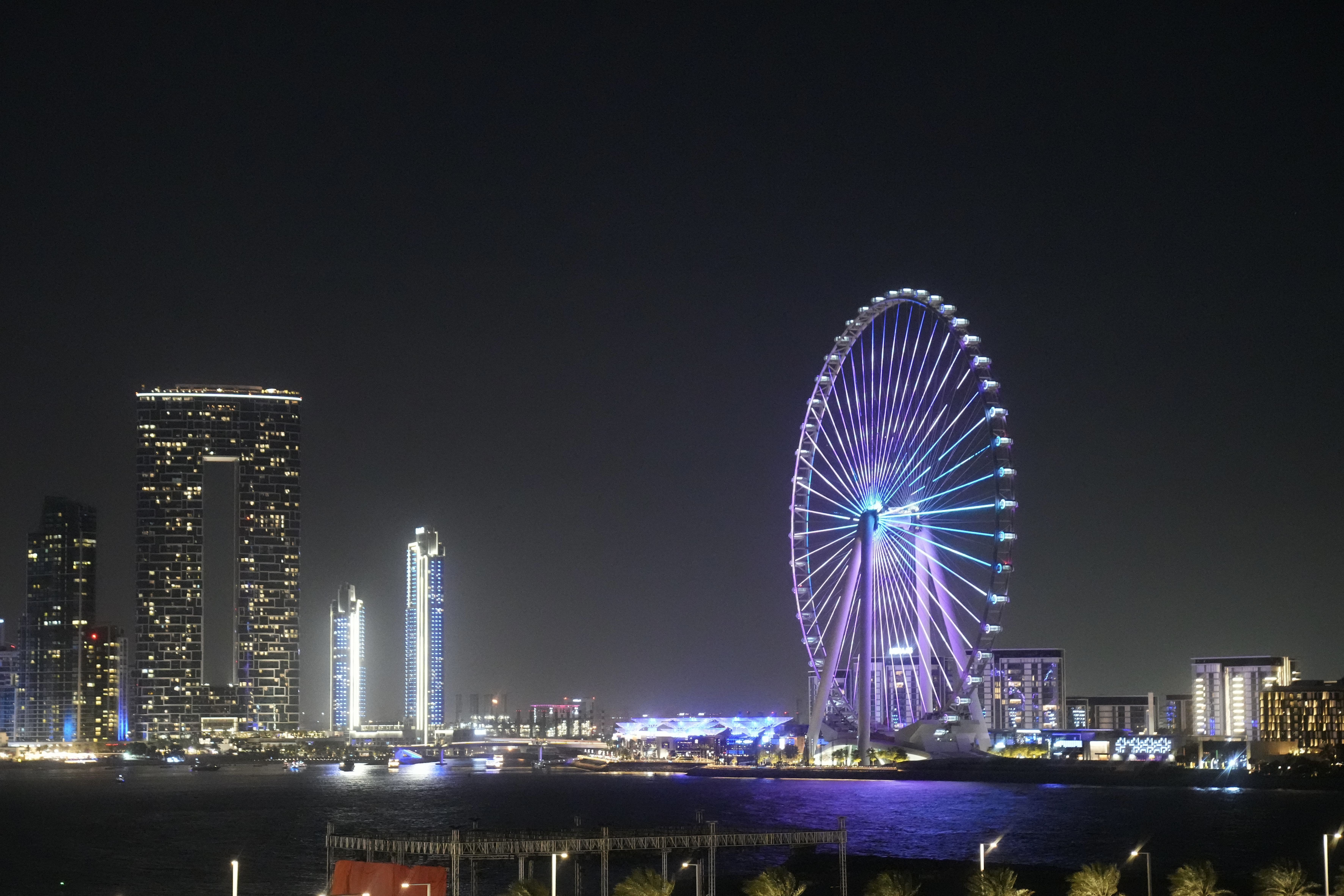
夜間にライトアップされたアイン・ドバイ